# Río Bélaya (Aksaút)
El Bélaya (en ruso: Бе́лая) es un río del Gran Cáucaso en el distrito de Zelenchuk de la república de Karacháyevo-Cherkesia del sur de Rusia. Es un afluente del río Aksaút, uno de los componentes del Mali Zelenchuk, que desemboca en el río Kubán.
En su desembocadura se halla el centro turístico Aksaút.

## Curso
Nace en las vertientes septentrionales de la cordillera principal del Cáucaso, el curso del río baja la ladera por 6 km en dirección predominantemente oeste hasta la orilla derecha del Aksaút en su curso medio.